# Willem Thierry Arnold Maria van Brienen van de Groote Lindt
Willem Thierry Arnold Maria baron van Brienen van de Groote Lindt (Amsterdam, 5 maart 1814 – Den Haag, 9 april 1863), lid van de adellijke familie Van Brienen, was een politicus, kamerheer en kunstverzamelaar, die vooral bekend is geworden als de bouwheer van een stadspaleis aan het Lange Voorhout in Den Haag, het latere Hotel Des Indes.

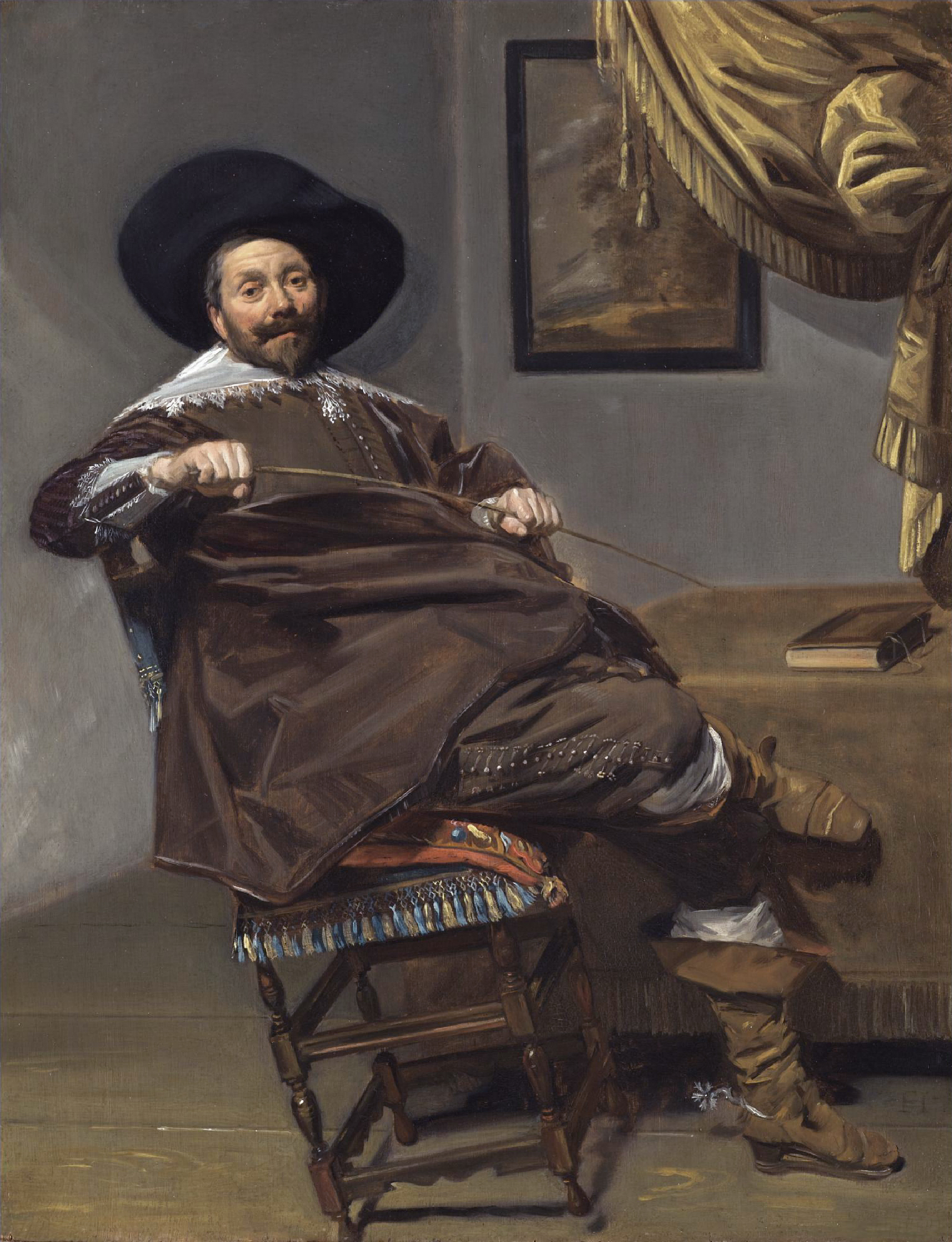
Uit de kunstverzameling van Thierry van Brienen: Portret van Willem van Heythuijsen, circa 1635, door Frans Hals

## Biografie
Thierry van Brienen werd geboren als zoon van Arnoud Willem baron van Brienen (1783-1854) en diens eerste echtgenote Angelica Louise van Wijkerslooth van Grevenmachern (1795-1816), lid van de familie Van Wijkerslooth. Hij groeide op aan de Keizersgracht in Amsterdam, waar zijn vader werkzaam was als koopman van de firma Van Brienen & Zoon. Zijn vader was daarnaast onder meer kamerheer van de koningen Willem I en Willem II en lid van de Eerste Kamer. Ook baron Thierry zou later de functie van kamerheer bekleden en hij was een persoonlijk adviseur van koning Willem III. In 1843 werd hij lid van de Haagse Academie van Beeldende Kunsten, volgde daar een kunstopleiding en werd in 1859 lid van de Raad van Bestuur. Thierry van Brienen werd geboren als ongetitelde adel, maar verkreeg op 26 oktober 1835 per Koninklijk Besluit erkenning van de titel van baron. Van 1858 tot 1863 zou hij lid zijn van Provinciale Staten van Zuid-Holland.

### Kunstverzamelaar
Grootvader Willem Joseph baron van Brienen (1760-1839) was een bekend kunstverzamelaar geweest. Thierry van Brienen was net als zijn grootvader erg geïnteresseerd in kunst. Via zijn vader zou Thierry van Brienen diens verzameling erven en deze aanzienlijk uitbreiden. In zijn Haagse stadspaleis kon Van Brienen een aanzienlijk deel van zijn verzameling van 419 schilderijen vertonen. Het grootste deel van zijn verzameling bestond uit werken van Hollandse en Vlaamse oude meesters. Aan de verzameling voegde hij werken toe van onder meer Ary Scheffer, Andreas Schelfhout, Barend Cornelis Koekkoek en Johannes Christianus Schotel. In Amsterdam bezat Van Brienen een huis uit 1772 aan de Herengracht 182, waar hij een deel van de kunstverzameling bewaarde.

### Stadspaleis
Van Brienen erfde in 1854 van zijn vader het Landgoed Clingendael en het ernaast gelegen Landgoed Oosterbeek in Wassenaar, beiden gesitueerd aan de gemeentegrens met Den Haag. In 1858 kocht Thierry van Brienen een drietal huizen aan het Lange Voorhout en de aangrenzende de Vos in Tuinstraat in Den Haag en liet op die plek door architect Arend Roodenburg een stadspaleis bouwen om feesten te kunnen organiseren. Het gebouw bezat een uitbundig gedecoreerde balzaal, privé- en gastenverblijven, een binnenhof en stallen. Van Brienen was niet belast met bescheidenheid en liet zelfs op alle vergulde deurknoppen zijn initiaal B aanbrengen. Enkele exemplaren daarvan zijn nog aanwezig in het huidige Hotel Des Indes. Ook hangen er nog steeds twee van zijn kroonluchters en de schouw in de “Van Brienen Zaal” wordt gesierd met een gepersonaliseerd wapen met zijn initialen.

#### Woningen van baron van Brienen

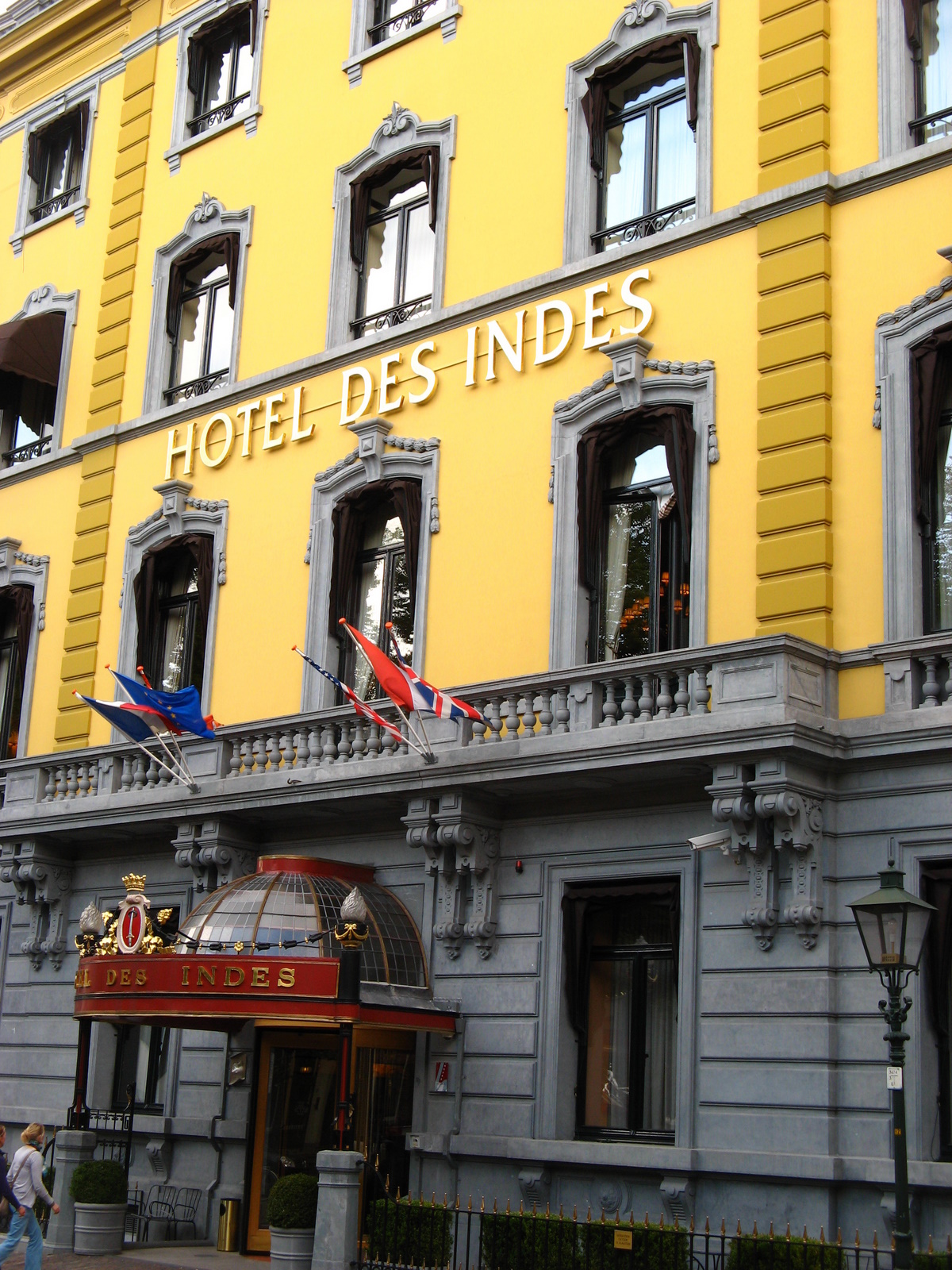
Het voormalige stadspaleis van aristocraat Thierry van Brienen aan het Lange Voorhout, 2008
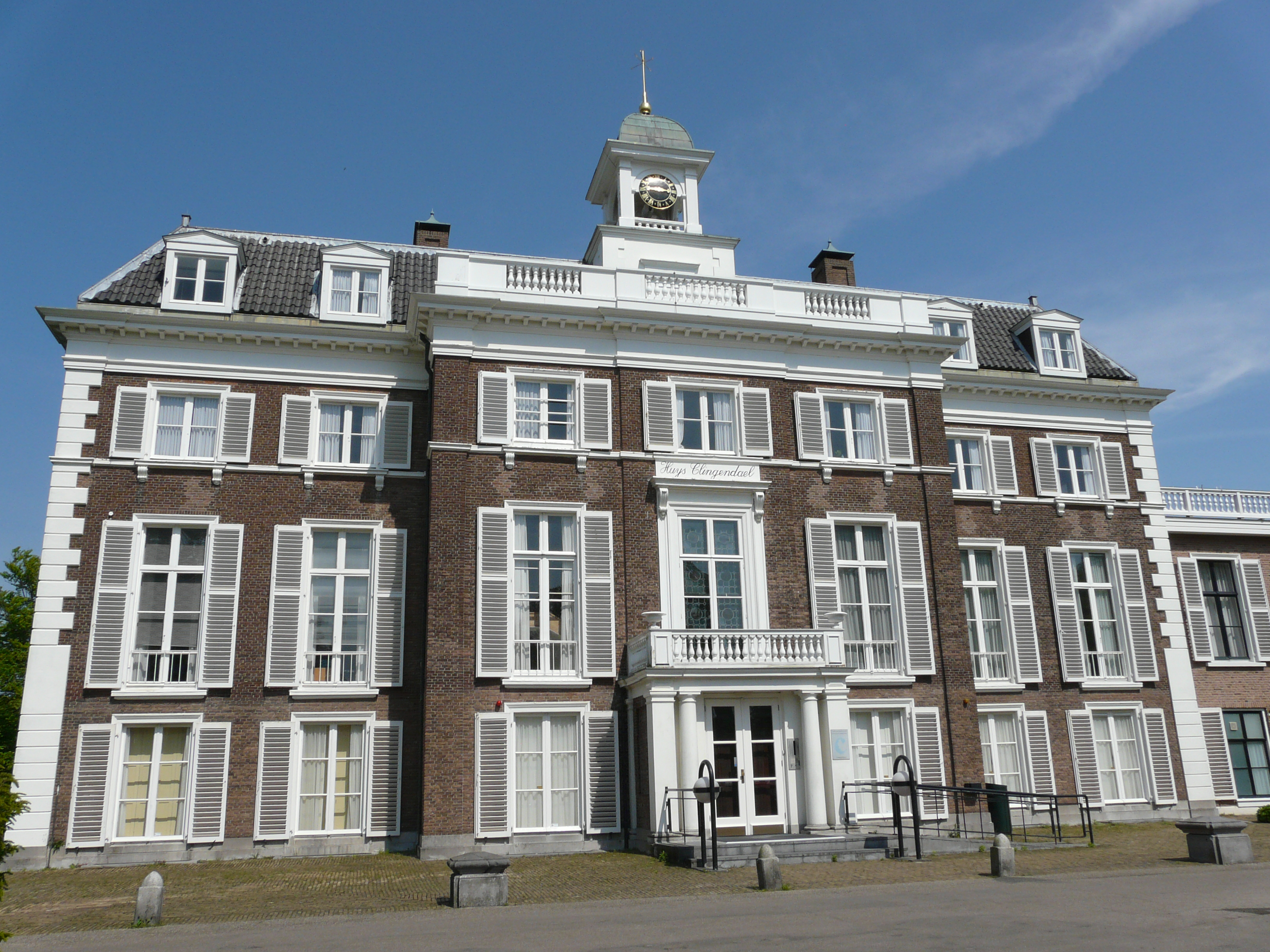
Buitenplaats Clingendael, 2012
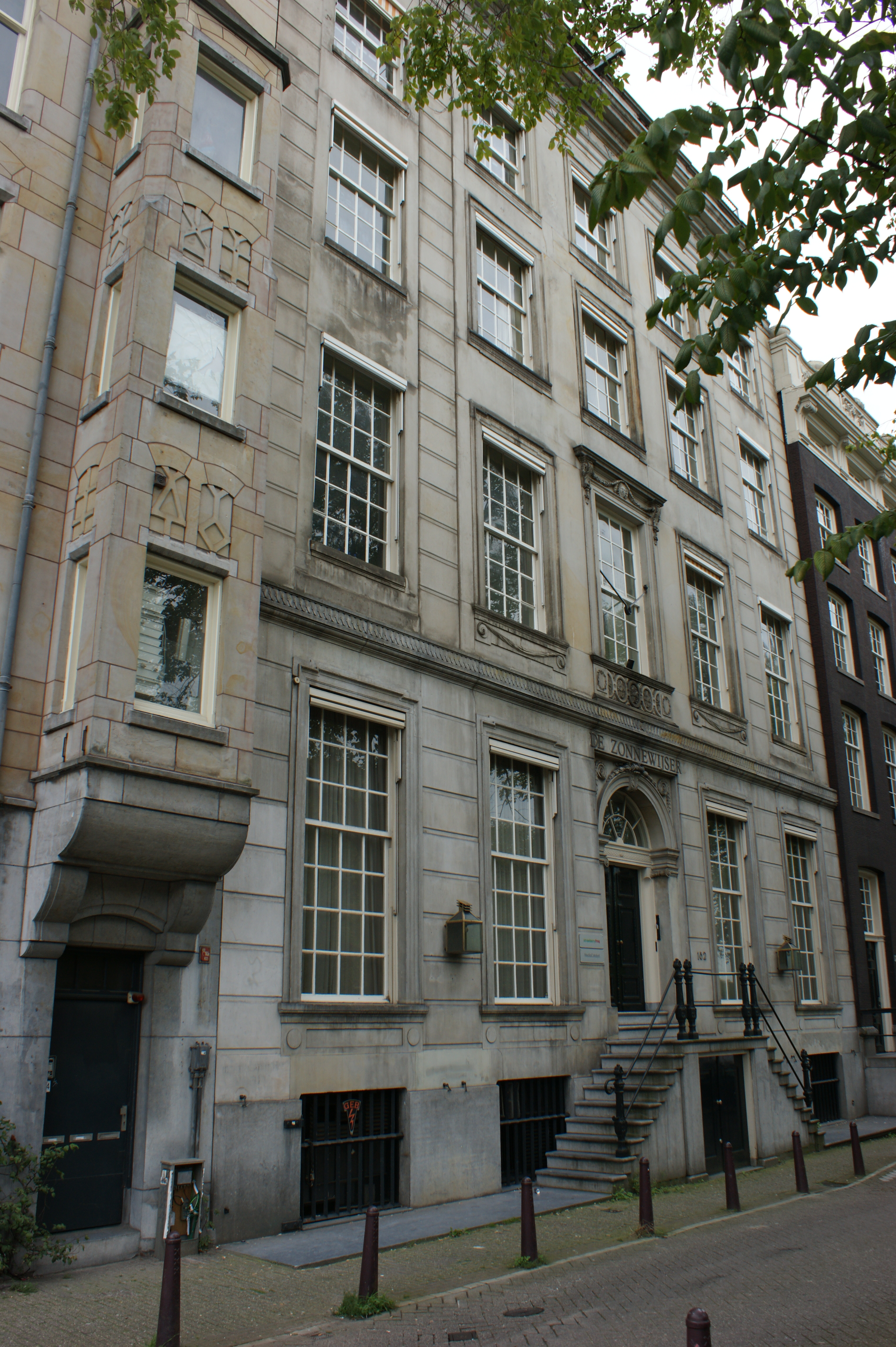
Herengracht 182 in Amsterdam, 2011
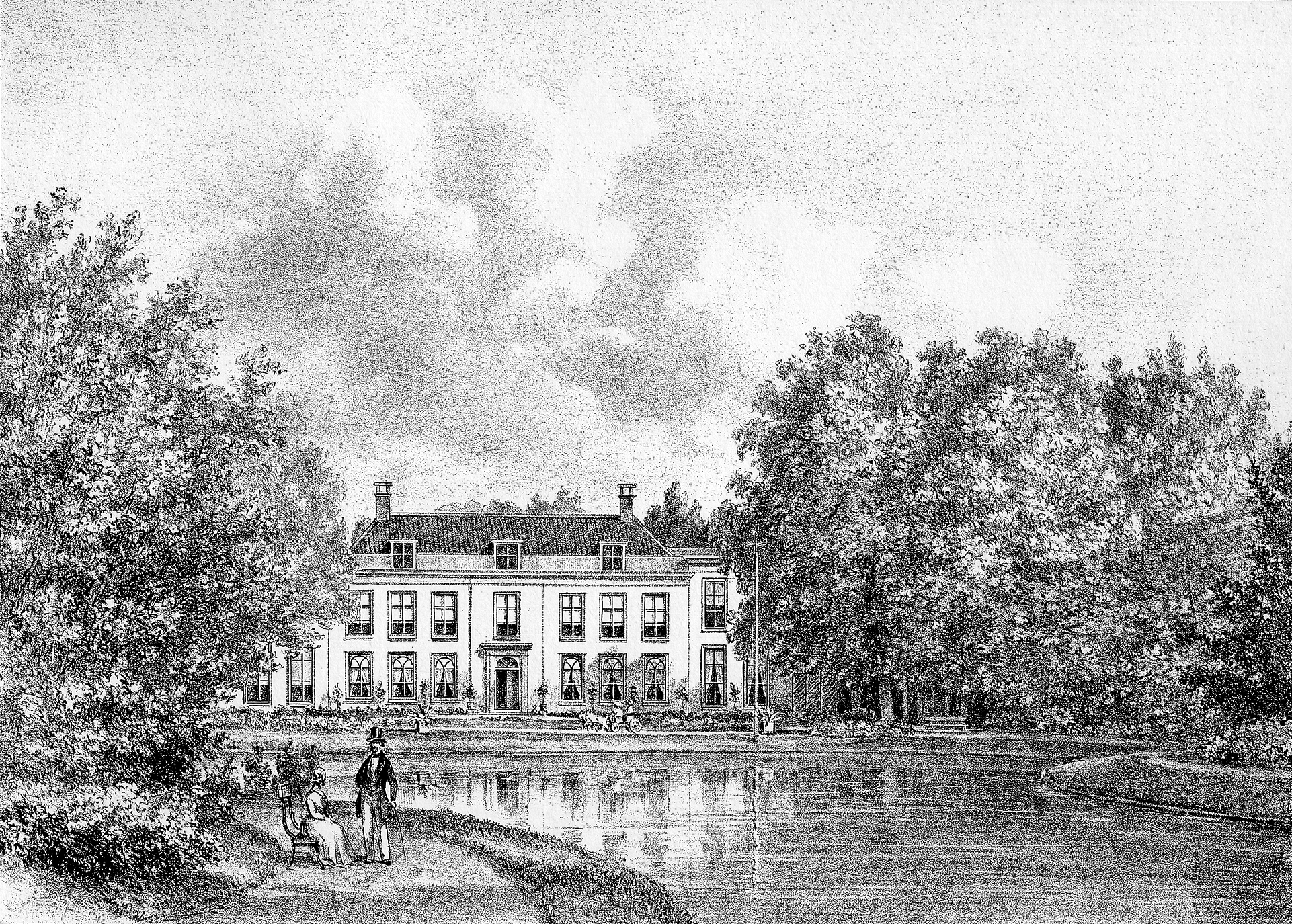
Buitenplaats Oosterbeek, 1856

### Huwelijken
Thierry van Brienen trouwde in 1836 met Ida Charlotte Nicolette barones Selby (1809-1845), dochter van Charles Borre baron Selby, Deens ambassadeur in Den Haag van 1820-1842 en geheimraad van koning Frederik VI van Denemarken, en Christiana Georgine Louise Falbe. Een van zijn huwelijksgetuigen was Johan Gijsbert baron Verstolk, heer van Soelen, minister van Buitenlandse Zaken onder koning Willem I. Na het overlijden van Ida de Selby in 1845, hertrouwde Thierry van Brienen in 1847 met Adriana Maria barones van Zuylen van Nyevelt (1819-1892), dochter van Jan Adriaan baron van Zuylen van Nyevelt en Quirina Catharina Petronella Teding van Berkhout. Adriana van Zuylen was een hofdame van prinses Louise van Pruisen. Na het overlijden van Thierry van Brienen in 1863 hertrouwde zij op haar beurt in 1870 met Philip Jacob baron van Pallandt (1814-1892), lid van de familie Van Pallandt en eigenaar en bewoner van Duinrell.

#### Nalatenschap
Uit zijn huwelijken had Thierry van Brienen twee dochters en drie zonen. Erfgenaam van de nalatenschap van baron Thierry in 1863, was diens zoon Arnoud Nicolaas Justinus Maria baron van Brienen van de Groote Lindt (1839-1903), die al in 1867 het stadspaleis van de hand deed aan hotelier François Paulez. Deze schonk het pand aan zijn dochter Alegonda en haar man Friedrich Wirtz, die er het beroemde Hotel Des Indes in vestigden. Zoon Arnoud erfde eveneens de grote kunstcollectie van zijn vader, waarvan later door vererving het bezit over de familie verspreid zou raken.

Familiewapen Van Brienen

## Publicatie
- Guillaume-Thierry-Arnaud-Marie, Baron de Brienen de Grootelindt: Catalogue de la collection de tableaux anciens, des écoles hollandaise & flamande (...), Uitgeverij A. Quantin, 1865

## Onderscheidingen
- Ridder in de Orde van de Nederlandse Leeuw
- Grootofficier in de Orde van de Eikenkroon
- Officier in het Legioen van Eer
- Ridder in de Orde van Sint-Jan
- Commandeur in de Orde van Sint-Stanislaus
- Commandeur in de Orde van de Witte Valk